# (5248) Scardia
(5248) Scardia est un astéroïde de la ceinture principale.

## Description
(5248) Scardia est un astéroïde de la ceinture principale. Il fut découvert le 6 avril 1983 à La Silla par Henri Debehogne et Giovanni de Sanctis. Il présente une orbite caractérisée par un demi-grand axe de 2,22 UA, une excentricité de 0,17 et une inclinaison de 0,4° par rapport à l'écliptique.

## Compléments